# Ersmarkskyrkan
Ersmarkskyrkan är en kyrkobyggnad i byn Ersmark utanför Umeå. Den är distriktskyrka i Umeå stadsförsamling i Luleå stift och är en samarbetskyrka mellan Evangeliska fosterlandsstiftelsen, som har ansvaret för det löpande arbetet, och Svenska kyrkan.

## Historia
I februari 1914 bildades Ersmarks missionsförening och 1919 beslöt föreningen att bygga ett missionshus. Den 10 november 1921 invigdes det nya missionshuset som totalt hade kostat 12 364 kr. 1947 renoverades byggnaden som, enligt protokollen, "på grund av att Kronan begagnat den för beredskapsändamål, blivit rätt så hårt nedsliten". 1960 inreddes övervåningen för ungdomsverksamhet och 1971 renoverades byggnaden igen med modernt kök, centralvärme, toaletter och nytt plåttak. 1992 fick bönhuset en tillbyggnad och blev därmed en kyrka. Därefter invigdes Ersmarkskyrkan hösten 1992.